# Fejervarya brama
Fejervarya brama är en groddjursart som först beskrevs av René-Primevère Lesson 1834.  Fejervarya brama ingår i släktet Fejervarya och familjen Dicroglossidae. IUCN kategoriserar arten globalt som otillräckligt studerad. Inga underarter finns listade i Catalogue of Life.